# الرقصة الصامتة (نيجيمو كولو)
قالب:Infobox dance

نيجيمو كولو (قالب:IPA-hr) هو رقص كرواتي صامت ينبعث من دالماتيان هينترلاند في جنوب كرواتيا. في عام 2011، تم تسجيله في قوائم التراث الثقافي اللامادي لدى اليونسكو.

## الوصف
يتم أداء نيجيمو كولو من قبل مجموعة تشكل دائرة مغلقة مع قيادة الرجال لشريكاتهم الإناث في خطوات سريعة، والتي غالباً ما تكون قوية ومرهقة. والجانب الأكثر وضوحًا في الرقصة هو أنها تؤدي بالكامل بدون موسيقى.
في الوقت الحالي، يستمر نيجيمو كولو في أدائه من قبل مجموعات القرى المحلية ويمكن رؤيته في المهرجانات والمسابقات والمعارض واحتفالات الكنائس والأعراس.

## روابط خارجية
- نيجيمو كولو، رقصة دائرية صامتة من دالماتيان هينترلاند على يوتيوب (فيديو من اليونسكو)

قالب:تراث لامادي في كرواتيا